# Graeme Gorham
Graeme Gorham (* 12. Juni 1987 in Edmonton) ist ein ehemaliger kanadischer Skispringer.

## Werdegang
Gorham gab sein internationales Debüt zur Saison 2001/02 im Rahmen des Skisprung-Continental-Cup. Auf Anhieb erreichte er mit nur 14 Jahren drei Punkte und damit Rang 264 der Gesamtwertung. Auch im September erreichte er auf seiner Heimatschanze in Calgary die Punkteränge beim Mattenspringen. In der Wintersaison 2002/03 gelangen ihm keine Punkterfolge. In allen Springen, an denen er teilnahm, sprang er hinter der Weltspitze hinterher. Erst im Sommer 2003 gelang ihm erneut in Calgary der Gewinn von Continental-Cup-Punkten.
Nachdem er im Winter 2003/04 nicht antrat, kam er über zwei FIS-Springen in Park City zurück in den Continental Cup. Zur Saison 2004/05 trat er erstmals auch außerhalb Nordamerikas bei Springen im Continental Cup an. Es gelang ihm jedoch nicht sich durchzusetzen und landete nur auf hinteren Plätzen.
Bei den Nordischen Junioren-Skiweltmeisterschaften 2005 in Rovaniemi sprang Gorham auf den 33. Platz im Einzel, nachdem er bereits mit der Mannschaft Rang sieben im Teamspringen erreichte. Im August 2005 startete er erstmals im Skisprung-Grand-Prix als Teil der kanadischen Mannschaft beim Teamspringen in Hinterzarten. Dabei wurde er mit der Mannschaft Zwölfter. Im Oktober 2005 gelang Gorham beim Mattenspringen in Park City und Lake Placid wieder der Sprung in die Punkteränge. Zum Beginn der Wintersaison 2005/06 zeigte er jedoch wieder seine Schwäche auf Schnee.
Bei den Olympischen Winterspielen 2006 in Turin sprang er als mittlerweile 18-Jähriger auf den 42. Platz von der Normalschanze und auf Rang 50 von der Großschanze. Gemeinsam mit Gregory Baxter, Stefan Read und Michael Nell erreichte er im Teamspringen den 15. Rang. Ein Jahr später bestritt er sein bis heute letztes internationales Springen bei der Nordischen Skiweltmeisterschaft 2007 in Sapporo. Mit der Mannschaft erreichte er Rang 12.

## Erfolge

### Continental-Cup-Platzierungen
| Saison  | Platz | Punkte |
| ------- | ----- | ------ |
| 2001/02 | 264.  | 03     |